# Basilisk (manga)
Basilisk är en manga skriven av Masaki Segawa och är baserad på romanen "The Kouga Ten Ninja Scrolls" av Futaro Yamada. Mangan har fem volymer och den har även blivit en anime.

## Handling
Det handlar om två ninjaklaner, Kouga och Iga. Igas ledare är Ogen och Kougas ledare är Kouga Danjo. För länge sedan var Ogen och Kouga Danjo älskare och försökte hålla klanerna sams. Men efter en attack på Igas by Tsubagakure av Oda Nobunaga och Kougas män trodde Ogen att Danjo hade förrått henne, fast Kougas män hade planerat attacken utan Danjos tillstånd.
Många år senare blir Ogens barnbarn Oboro förälskad i Danjos barnbarn, Gennosuke. Både Oboro och Gennosuke försöker att upprätthålla fred mellan klanerna, men det är inte alla som är positiva till freden. När de båda ledarna reser till shogunen Ieyasu Tokugawa med två ninjor från deras byar säger Ieyasu att för att bestämma vem som ska bli shogun efter honom och därför ska Kouga och Iga ta de tio bästa ninjorna ifrån sina klaner för att strida om vem som ska bli den näste shogunen. Men Ogen och Danjo dör under sin resa och efter det får Oboro och Gennosuke ta över ledarskapet och båda två finns även med på listorna för namnen. Men kommer det kunna bli fred mellan klanerna så att Gennosuke och Oboro kan få leva lyckliga eller är deras kärlek dömd till hat och död?

### Kouga-medlemmar

#### Kagerou
Är en mycket kraftfull ung kvinnlig ninja av en respekterad familj i Kouga. Kagerou är mycket vacker och beskrivs ha ett ansikte som liknar en pion. Kagerou hyser en djup, passionerad, galen och obesvarad kärlek till sin kusin Kouga Gennosuke. Innan sin resa till Sunpu hade Kouga Danjo funderat över ett giftermål för Kagerou. Kagerou hade då svarat med att hon ville äkta Kouga Gennosuke men Kouga Danjo sa att han skulle fundera över det. Naturligtvis var det ingen i Kouga som vågade gifta sig med Kagerou beroende på hennes ökända kraft - hennes andning förvandlas till gift när hon är i kontakt i kärlek eller när hon är sexuellt upphetsad. Men på grund av Kagerous skönhet är det ändå många som är villiga att vara med henne. Kagerou var förälskad i Gennosuke sedan barnåldern och brukade fantisera om att vara hans fru. Men hon upptäckte när hon kom i puberteten att hon älskade Gennosuke och att hennes andning förvandlades till gift när hon kände sexuell attraktion för Gennosuke. Hon brukar alltid kritisera Oboro så fort hon får en chans och hon hyser även djupt hat och svartsjuka mot Oboro eftersom Gennosuke är förälskad i Oboro och att hon är från Iga. Hon skyller all sin bitterhet och ilska på sin medfödda förbannelse och på att Gennosuke aldrig besvarar hennes kärlek. Kagerous mor hade också samma problem sen födseln. Kagerous far var bror till Muroga Hyouma och Gennosukes mor och Kagerous mor var släkt med Kouga Danjo. Han hade dött när han gjorde Kagerous mor gravid med henne. Trots det klandrar ingen i Kouga varken Kagerou eller hennes mor - alla vet vilket vidrigt lidande både mor och dotter har upplevt.

#### Kouga Gennosuke
Är Kouga Danjos barnbarn och djupt förälskad i Oboro. Gennosuke är Kougas nuvarande ledare efter Danjos död. Gennosuke är mycket respekterad i Kouga och är en stor idealist. Han tror att Kouga och Iga kan glömma allting som varit och börja om på nytt, vilket man märker när Jingoro av Iga försöker mörda honom. Gennosuke är mycket kraftfull. Hans främsta teknik kallas för "Dojutsu" och går ut på att använda sina ögon för att få den som attackerat att använda sin kraft mot sig själv. Gennosukes lärare är Muroga Hyouma och det är av honom han har lärt sig "Dojutsu"-tekniken. Gennosuke är mycket förälskad i Oboro som är ledare av Iga vilket många är starkt emot. Hemma i Kouga är det mest Kagerou som driver på att han ska lämna Oboro.

#### Okoi
Okoi är en charmig, energisk pojkflicka som är lillasyster till Kisaragi Saemon. Okoi är en tonåring från Kouga som är känd för att ha en mycket kurvig kropp med mycket muskler. Hon är en ninja med mindre status i Kouga. Okoi är inte alls samma sorts ninja som Kagerou och inte alls lika vacker. Okoi har den speciella egenskapen att när en fiende gör misstaget med fysisk kontakt är Okoi kapabel att klistra fast sin fiendes hy till hennes och sedan suga i sig allt blod. För att kunna använda sin teknik igen måste hon kräkas upp allt blod hon suger i sig.

#### Muroga Hyouma
Är en blind ninja och Gennosukes lärare och morbror och Kagerous farbror. Muroga Hyouma är en högt rankad Kouga-medlem och en av de bästa ninjorna i hela klanen. Muroga Hyouma kan, som Gennosuke, använda Dojutsu men skillnaden för Hyouma är att han bara kan använda den när det är mörkt. Han är också Kougas ledare i andra hand efter Gennosuke och Kouga Danjo. Muroga Hyouma säger ofta till Kagerou när hon går för långt med sina anmärkningar om Gennosukes dragning till Oboro och han säger också ofta till Gyoubu när han skäller för mycket på Iga.

#### Kisaragi Saemon
Är en ninja med relativt hög status och storebror till Okoi. Han och Okoi har en stark syskonkärlek till varandra. Från början är Saemon inte helt engagerad i kriget mellan Iga och Kouga men efter att ha sett sin lillasysters förskräckliga och fasansfulla död strider han helhjärtat med Kouga. Egentligen är hans förnamn Saemon och Kisaragi är hans efternamn. Hans speciella egenskap är att han kan ändra sitt ansikte till vem som helst och han kan även förvandla sin kropp och imitera andras röster. Saemon arbetar i slutet mycket med Kagerou.

#### Kasumi Gyoubu
Han är extremt stark och lång och hans styrka är hans främsta vapen. Gyoubu kan också göra sig osynlig och kamouflera sig till vad som helst och gömma sig i väggar och i golv. Gyoubu är en av dem som hyser starkast hat mot Iga. Gyoubu förlorade nämligen sin far på grund av Iga och därför vill han hämnas hans död genom att döda varenda Iga-ninja.

#### Shougen Kazamachi
Har nog en av de konstigaste utseenden av alla i Basilisk. Han rör sig som en spindel och är en av ninjorna med lägre status. Hans speciella egenskap är att han kan spruta slem med gift i som är mer klistrigt än lim. Shougen ser man redan i första avsnittet när han slåss emot Yashamaru från Iga på Sunpu. Shougen är vän med Jousuke.

#### Udono Jousuke
Är extremt fet, lite dum, har en mycket bra humor men är lite pervers. Jousuke är en medelålders ninja som har lite lägre status i Kouga och är ofta med Gennosuke på hans resor. Jousuke har en mycket stor dragning till Akeginu men det är mest på skoj. Hans speciella egenskap är att han kan använda sin storlek till vapen. Han kan blåsa upp sig som en ballong och studsa. Hans hud är som gummi, även om man hugger Jousuke med svärd går det inte att tränga igenom huden.

#### Jubei Jimushi
Saknar både armar och ben och är utbildad i astrologi. Han tillhör den lägre statusen i Kouga men är mycket betydelsefull. Han brukar se in i framtiden för att kunna se vad som ska hända Kouga för att skydda sin klan. Jubeis hemlighet är att hans tunga är lika lång och vass som ett svärd.

#### Kouga Danjo
Är Ogens förra älskare, Kougas ledare och Gennosukes farfar. Kouga Danjo är en mycket lärd och stark ninja. Hans främsta vapen är att han skjuter långa nålar genom sin mun. Efter det som hände med Ogen träffade han en ny fru men han hade fortfarande kvar sina känslor för Ogen.

### Igas medlemmar

#### Oboro
Oboro är en otroligt söt kvinna med ett ansikte som skiner lika starkt som solen. Hennes ögon är helt klarblåa och ovala. Oboro är mycket snäll och omtänksam och kan inte alls slåss med ninjatekniker, utan det som gör Oboro kraftfull är att hennes ögon kan bryta ner vilken ninjateknik som helst. Oboro är Ogens barnbarn och inte alls särskilt respekterad av de andra medlemmarna i Iga. Oboro är djupt förälskad i Gennosuke som hon var förlovad med innan kriget mellan klanerna bröt ut. Oboro är också vän med Akeginu som är hennes livvakt. Hon och Akeginu kommer för det mesta överens men när kriget bryter ut vägrar Oboro att slåss mot Kouga och Gennosuke men Akeginu slåss helhjärtat i kriget. 

#### Hotarubi
Hotarubi är en otroligt vacker kvinna som är beskriven att vara smal med mycket kurvor. Hon är jämt i sällskap med sin orm som hon kan kommunicera med via tankar. Hotarubi är mycket sensuell och temperamentsfull. Hon är också en utmärkt krigare som föraktar Oboros brist på talang när det gäller att strida. Hotarubis främsta teknik är att hon med hjälp av sin orm kan samla ihop tusentals fjärilar. I Futaro Yamadas originalroman kan hon även samla ihop spindlar, insekter och reptiler. Hennes utseende i animen matchar inte hennes utseende i originalromanen. I animen och mangan har hon rakt svart hår till axlarna och inte alls en lika stor roll som hon har i boken. Hotarubi hyser också en passionerad, djup och galen kärlek till Yashamaru. De planerade också att gifta sig innan kriget mellan Kouga och Iga bröt ut.